# 美しい星と子供たちに〜ウォーム・アンド・テンダー
『美しい星と子供たちに〜ウォーム・アンド・テンダー』（Warm and Tender）は、1989年にリリースされたオリビア・ニュートン＝ジョンの15枚目のスタジオ・アルバムである。

## 概要
- 娘クロエ・ラッタンジーをきっかけとして生まれたアルバム。
- 「ウォーム・アンド・テンダー」は日本のみでシングル・カットされ、1992年の『オリビア・ニュートン・ジョン・スーパー・ベスト 1971-1992』の日本盤ボーナストラックとしても収録された。

## 収録曲
1. ジェニー・レベッカ - Jenny Rebecca
2. ロッキング - Rocking
3. 今宵のあなたは - The Way You Look Tonight
4. ララバイ・ララバイ・マイ・ラヴリー・ワン - Lullaby My Lovely
5. 淋しくはないはず - You'll Never Walk Alone
6. スリープ・マイ・プリンセス(モーツァルトの子守歌) - Sleep My Princess
7. ザ・フラワー・ザット・シャタード・ザ・ストーン - The Flower That Shattered the Stone
8. きらきら星 - Twinkle Twinkle Little Star
9. ウォーム・アンド・テンダー - Warm and Tender
10. ロッカ・バイ・ベイビー - Rock-A-Bye Baby
11. 虹のかなたに - Over the Rainbow
12. トゥウェルフス・オブ・ネヴァー - Twelfth of Never
13. オール・ザ・プリティ・リトル・ホーセズ - All the Pretty Little Horses
14. 星に願いを - When You Wish Upon a Star
15. リーチ・アウト・フォー・ミー～ブラームスの子守歌 - Reach Out for Me